# Gare de Morannes
La gare de Morannes est une gare ferroviaire française de la ligne du Mans à Angers-Maître-École, située sur le territoire de la commune de Morannes sur Sarthe-Daumeray, dans le département de Maine-et-Loire, en région Pays de la Loire.
Elle est mise en service en 1863, par la compagnie des chemins de fer de l'Ouest.
C'est désormais une halte ferroviaire de la Société nationale des chemins de fer français (SNCF), desservie par des trains TER Pays de la Loire circulant entre Le Mans et Angers-Saint-Laud.

## Situation ferroviaire
Établie à 34 mètres d'altitude, la gare de Morannes est située au point kilométrique (PK) 273,188 de la ligne du Mans à Angers-Maître-École, entre les gares ouvertes de Sablé-sur-Sarthe et d'Étriché - Châteauneuf. Elle est séparée de ces gares par celles aujourd'hui fermées de Pincé et de Pincé - Précigné côté Sablé-sur-Sarthe et du Porage côté Étriché - Châteauneuf.

## Histoire
La compagnie des chemins de fer de l'Ouest met en service la station de Morannes le 7 décembre 1863 lors de l'ouverture du trafic sur la voie ferrée de Sablé à Angers. Le bâtiment voyageurs comporte un étage et trois portes en façade.
Le bâtiment voyageurs sera détruit au 20e siècle.
En 2018, les quais sont entièrement refaits afin de permettre une meilleure accessibilité (quais de 55 cm de haut) et d'accueillir des trains plus longs (leur longueur est portée à 165 mètres). La signalétique et les abris de quais sont également renouvelés, le tout étant confié à l'entreprise Guintoli, filiale de NGE, pour un million d'euros.

## Service des voyageurs

### Accueil
Halte SNCF, c'est un point d'arrêt non géré (PANG) à entrée libre. Elle dispose d'abris de quai.

### Desserte
Morannes est desservie par des trains TER Pays de la Loire circulant entre Le Mans et Angers-Saint-Laud.

### Intermodalité
Un parc pour les vélos est aménagé.